# Acnodon
Acnodon, maleni rod slatkovodnih riba u tropskim područjima Južne Amerike. Najranije otkrivena vrsta A. oligacanthus opisana je još u 19. stoljeću (Müller & Troschel, 1844), a ostale dvije vrste otkrivene su tek u drugoj polovici 20 stoljeća, to su A. normani Gosline, 1951 i A. senai Jégu  & Santos, 1990.
Narastu najviše do 20 centimetara (A. oligacanthus), a ostale dvije vrste nešto preko 13 centimetara.
Rod Acnodon pripisuje se samostalnoj porodici Serrasalmidae, koja po nekima čini potporodicu Serrasalminae u porodici Characidae